# Напитка
Напитката, или питието е течност, която по правило е приготвена за пиене от човека. Освен за да задоволяват основните човешки потребности, напитките са част от културното богатство на човешките общества. 

## Класификация
Напитките могат да се разделят най-общо на няколко групи по следните признаци:
1. Температура на поднасяне:
- студени
- горещи

2. Алкохолно съдържание:
- алкохолни: ракия, водка, текила, уиски, коняк (бренди), джин, ром, вино, бира и др.
- безалкохолни

3. Съдържание на газ:
- негазирани
- газирани

4. Състав:
- чисти
- смесени (коктейли)

5. Обем на готовата напитка:
- шотове (30-60 мл.)
- къси (80-150 мл.)
- дълги (150-300 мл.)

6. Време за консумация:
- преди хранене – аперитиви
- след хранене – диджестиви
- за всяко време
- летни/зимни (сезонни)

7. Предназначение и въздействие:
- тонизиращи (възбуждащи)
- подкрепящи
- освежаващи (разхлаждащи или загряващи)

В България обикновено смесените напитки се делят на 4 групи:
- къси смесени напитки
- дълги смесени напитки
- топли смесени напитки
- безалкохолни смесени напитки